# Libor Dobner
Libor Dobner (* 30. srpna 1952 Slaný) je publicista, regionální historik, divadelní ochotník a textař.

## Život
V letech 1969–1972 vystudoval Odborné učiliště knihkupecké v Luhačovicích a poté krátce studoval herectví na Lidové konzervatoři v Praze (1972–1973) u herečky Ljuby Skořepové. V roce 1976 maturoval na Střední odborné škole pro pracující v Luhačovicích – provoz obchodu se zaměřením na knižní kulturu.
V roce 1970 se stal členem divadelního souboru Slánská scéna. Autorsky vytvořil řadu divadelních her a písňových textů. V roce 1989 se stal správcem slánské sokolovny, od r. 2001 je též předsedou místní Tělocvičné jednoty Sokol.
Zabývá se také regionální historií a vedle několika knih publikoval celou řadu článků, které od roku 1993 vycházejí především ve Slánských listech.
Mezi lety 2006–2014 byl také zastupitelem města Slaný.

## Dílo
- KUCHYŇKA, Zdeněk; DOBNER, Libor. Historie a současnost podnikání na Kladensku a Slánsku. 1. vyd. Žehušice: Městské knihy, 2005. 295 s. ISBN 80-86699-25-0.